# Prowincja Rimini
Prowincja Rimini (wł. Provincia di Rimini) – prowincja we Włoszech. 
Nadrzędną jednostką podziału administracyjnego jest region (tu: Emilia-Romania), a podrzędną jest gmina.
Liczba gmin w prowincji: 27.